# Шарыпово (Нижегородская область)
Шарыпово — деревня в Городецком районе Нижегородской области. Входит в состав Бриляковского сельсовета.